# Доротея Ангальт-Цербстська (1607—1634)
Доротея Ангальт-Цербстська (нім. Dorothea von Anhalt-Zerbst; 25 вересня 1607 — 26 вересня 1634) — принцеса Ангальт-Цербстська з династії Асканіїв, донька князя Ангальт-Цербсту Рудольфа та принцеси Брауншвейг-Вольфенбюттельської Доротеї Ядвіґи, дружина принца Брауншвег-Вольфенбюттельського Августа. Родоначальниця «нового Брауншвейзького дому».

## Біографія
Доротея народилась 25 вересня 1607 року у Цербсті старшою донькою в родині князя Ангальт-Цербсту Рудольфа та його першої дружини Доротеї Ядвіґи Брауншвег-Вольфенбюттельської. Наступного року у неї народилася молодша сестра Елеонора.
У 1609 році матері не стало. Батько за три роки одружився з Магдаленою Ольденбурзькою, яка народила сина та доньку. Батько помер, коли Доротеї ще не виповнилося 14. Правителем став її молодший 5-місячний брат Йоганн. Регентом при ньому був князь Ангальт-Пльоцкау Август.
Після 16-річчя принцеси її видали в шлюб з 44-річним принцом Августом Брауншвег-Вольфенбюттельським, який нещодавно овдовів. Весілля відбулося 23 жовтня 1623 у Цербсті. У шлюбі Доротея народила 5 дітей:
Доротея пішла з життя у 27-річному віці 26 вересня 1634 року. Похована у Данненберзі.

## Родина
Чоловік — Август Молодший
Діти:
- Генріх Август (1625—1627) — прожив 2 роки;
- Рудольф Август (1627—1704) — герцог Брауншвейг-Люнебурга, князь Брауншвейг-Вольфенбюттеля, був двічі одруженим, мав трьох доньок;
- Сибілла Урсула (1629—1671) — дружина герцога Шлезвіг-Гольштейн-Глюксбурзького Крістіана, мала двох дітей;
- Клара Августа (1632—1700) — дружина герцога Вюртемберг-Нойштадтського Фрідріха, мала 12 дітей;
- Антон Ульріх (1633—1714) — герцог Брауншвейг-Люнебурга, князь Брауншвейг-Вольфенбюттеля, був одруженим із Єлизаветою Юліаною Шлезвіг-Гольштейн-Зондербург-Норбурзькою, мав 13 дітей.